# Río Azufre
Río Azufre är ett periodiskt vattendrag i Chile. Det ligger i den norra delen av landet, 1 700 km norr om huvudstaden Santiago de Chile.
Omgivningen kring Río Azufre är i huvudsak ett öppet busklandskap. Området är nästan obefolkat, med mindre än två invånare per kvadratkilometer.